# Marguerite Durand

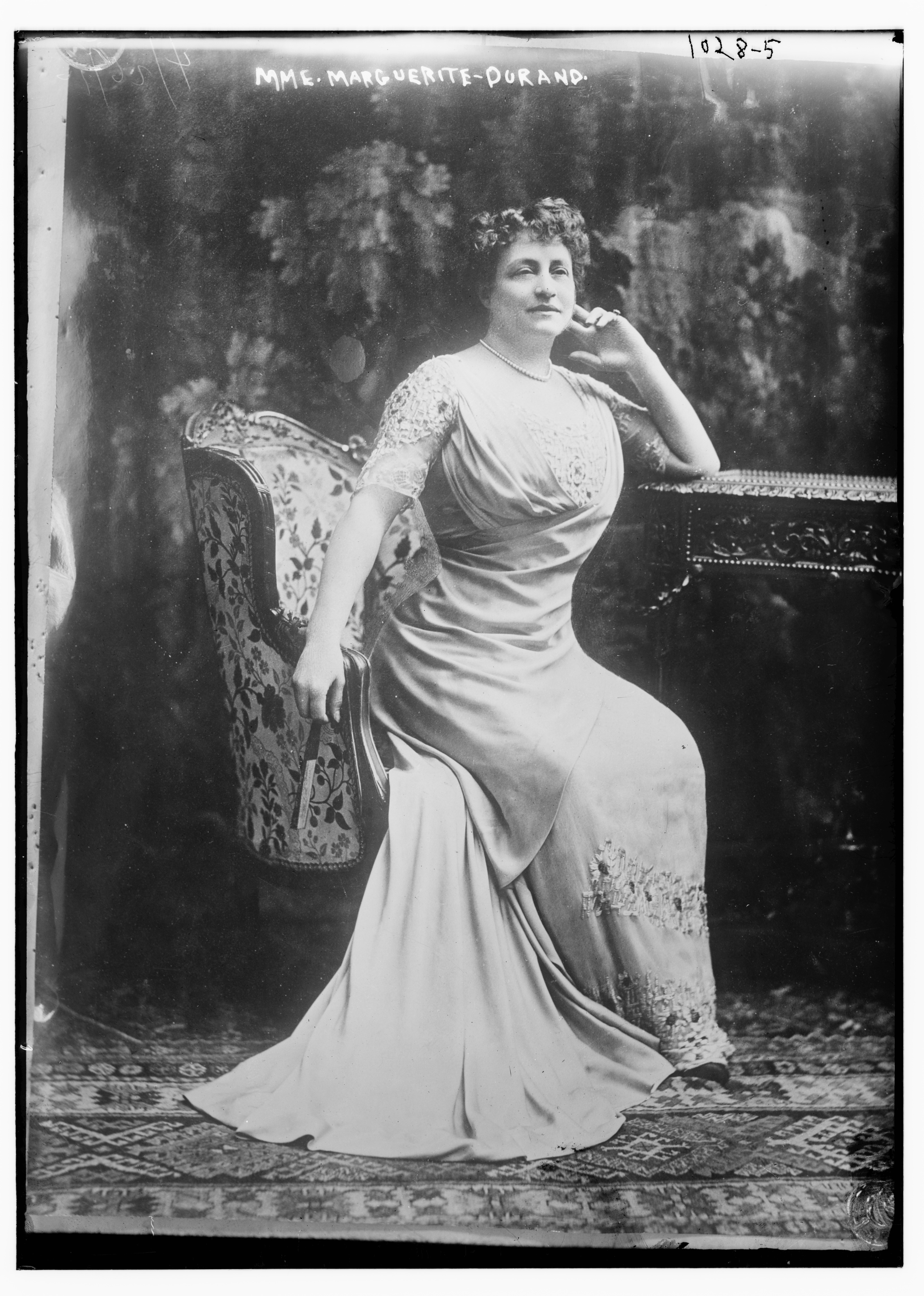
Marguerite Durand

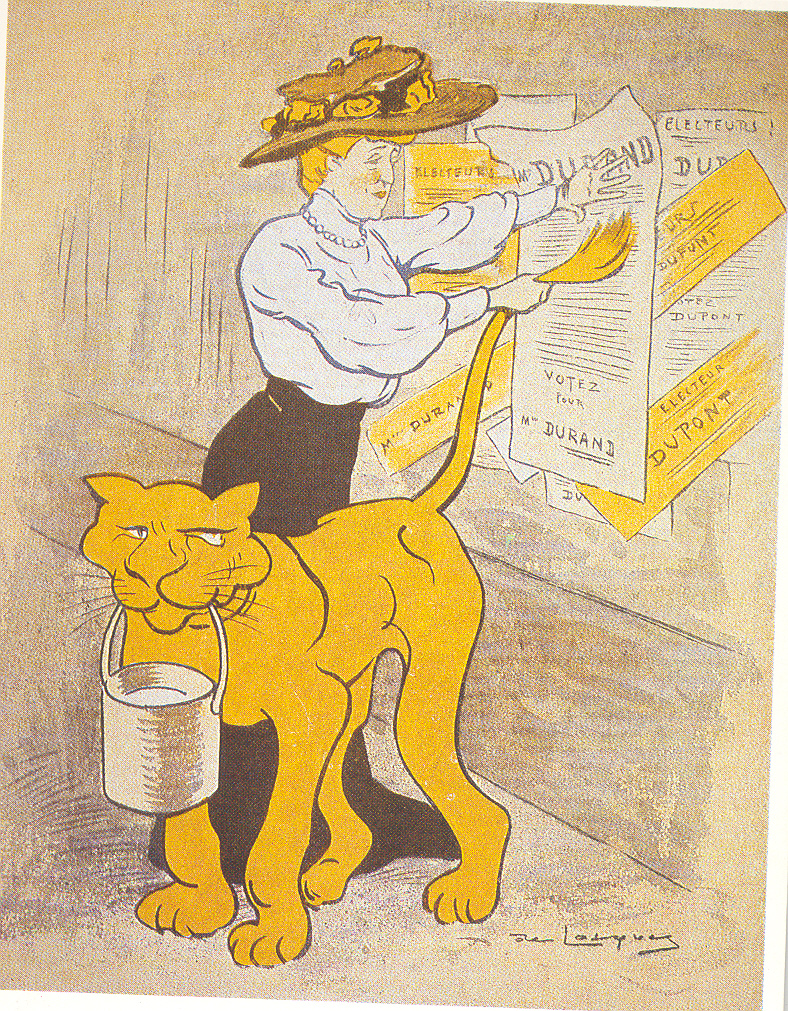
Ein Poster mit Marguerite Durand und ihre Löwin „Tiger“ beim plakatieren

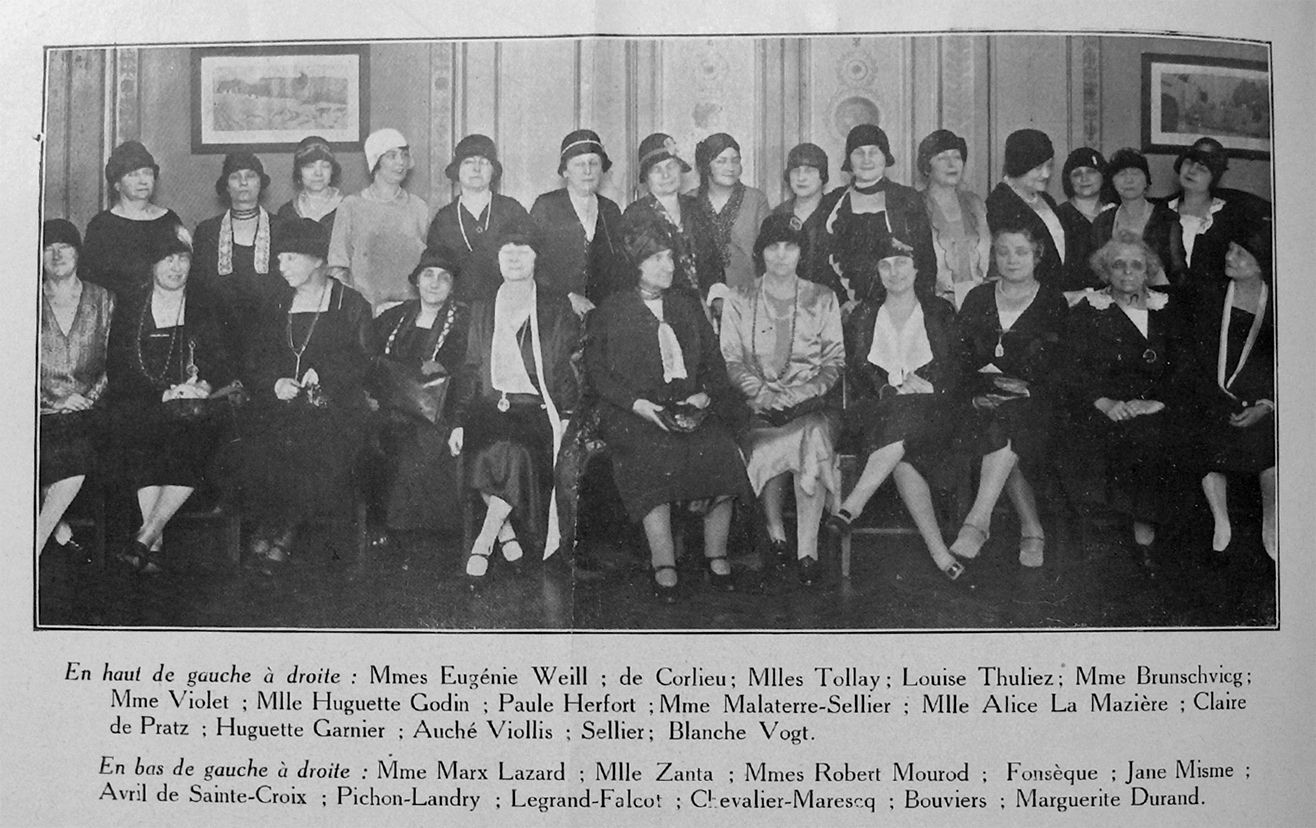
Durand im Kreise der Generalstände des Feminismus 1929, organisiert vom Conseil national des femmes françaises (Nationalrat der französischen Frauen, CNFF) in Paris

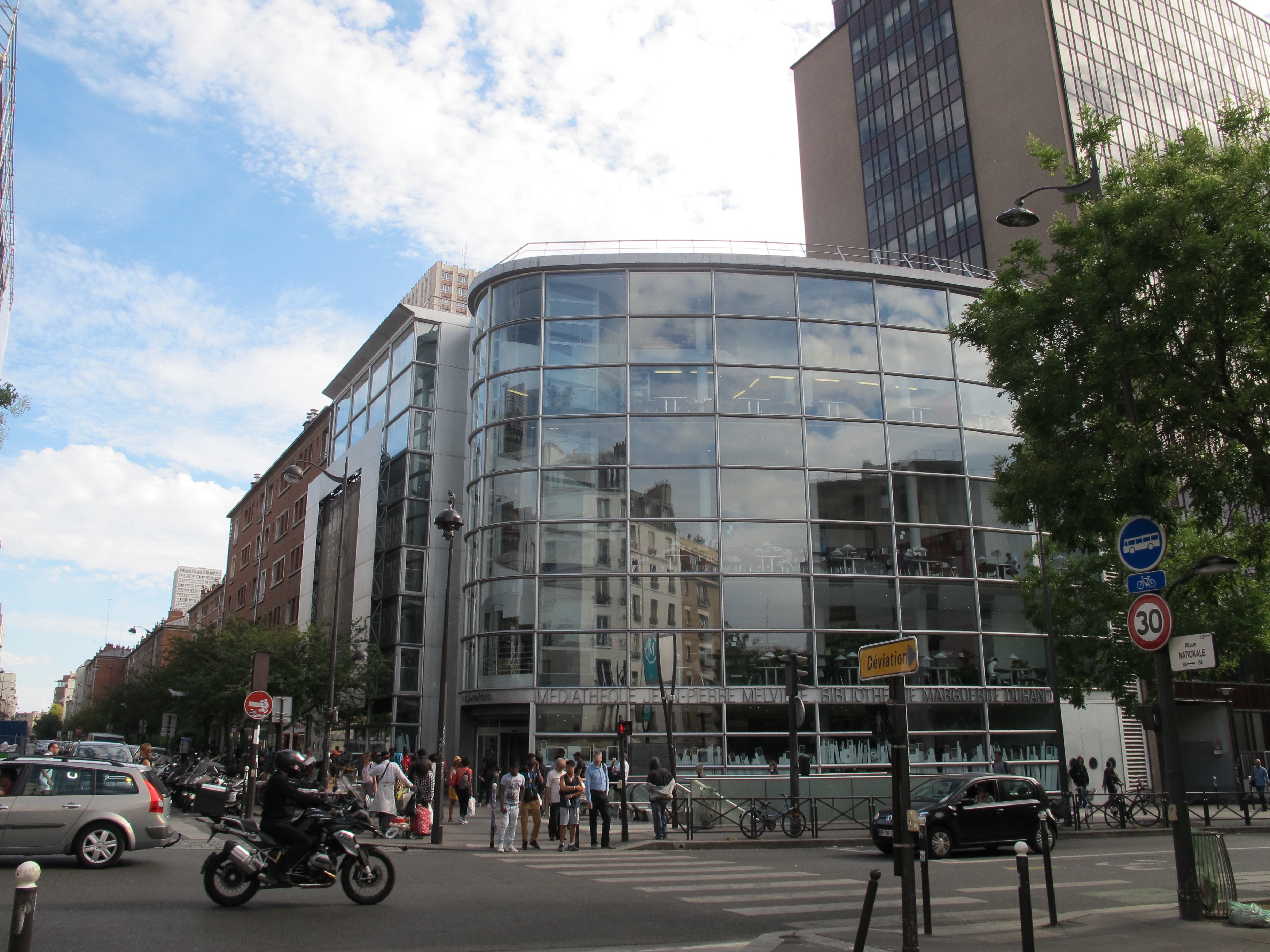
Bibliothèque Marguerite-Durand in Paris

Marguerite Durand (* 24. Januar 1864 in Paris; † 16. März 1936 ebenda) war eine französische Schauspielerin, Journalistin und führende Suffragette.

## Leben
Geboren in einer Familie aus der Mittelklasse, die Mutter unverheiratet und allein erziehend, wurde Marguerite Durand zum Studium auf ein römisch-katholisches Konvent geschickt. Nachdem sie die Schule abgeschlossen hatte, schrieb sie sich 1879 am Konservatorium von Paris ein, bevor sie 1881 Mitglied der Comédie-Française wurde.
1888 gab sie ihre Karriere am Theater zugunsten einer Ehe mit dem aufstrebenden jungen Anwalt Georges Laguerre auf. Als Freund und Anhänger des politisch ambitionierten Armeegenerals Georges Boulanger führte ihr Ehemann sie in die Welt der Politik der Radikalen ein und band sie durch das Schreiben von Pamphleten und Artikeln von „La Presse“ für die „Boulangisten“-Bewegung mit ein. Die Ehe war kurzlebig. Nach dem Suizid Boulangers verlor sie jedes Vertrauen in diese Bewegung. Das Paar trennte sich 1891; Durand nahm eine Arbeit als Autorin des „Le Figaro“ an, einer der führenden Zeitungen jener Zeit. 
1896 wurde sie von ihrem Arbeitgeber losgeschickt um über den von Maria Pognon geleiteten und von Léon Richer gegründeten Congrès Féministe International einen spöttischen Artikel zu schreiben. Dies tat sie aber nicht, sondern sie beschrieb die Ernsthaftigkeit der Veranstaltung. Von dieser Versammlung kehrte sie stark verändert zurück, so sehr verändert, dass sie im nächsten Jahr am 9. Dezember 1897 eine feministische Tageszeitung gründete, „La Fronde“, die weitermachte, wo Hubertine Auclerts „La Citoyenne“ (Die Bürgerin) aufhörte. „La Fronde“ wurde 1903 bis 1905 zur Monatszeitung.
1903 bis 1905 arbeitete sie mit Henri Béranger und Victor Charbonnel an der Gründung der sozialistisch-antiklerikalistischen Tageszeitung „Action“. 1907 organisierte sie den Congès de travail féminin über die Frauenarbeit. Mit Réné Viviani, sozialistischer Arbeitsminister der Regierung Clemenceau, versuchte sie ein Amt für Frauenarbeit zu gründen. Das Amt sollte dem Ministerium Vorschläge vorlegen. Der Plan wurde von der CGT-Presse heftig kritisiert und Durand wurde beschuldigt, korrupt zu sein und Ämterschacher zu betreiben. Viviani zog seine Unterstützung zurück und 1914 gab sie das Vorhaben auf.
Bei „La Fronde“, die alle Themen abdeckte, arbeiteten ausschließlich Frauen. Sie setzte sich für die Rechte der Frauen ein, wie der Zulassung von Frauen als Anwältinnen und den Besuch der École des Beaux-Arts. Ebenso verlangten die Editorials dieser Zeitung, dass Frauen zum Militärdienst berufen werden sowie an Parlamentsdebatten teilnehmen dürften. Dazu gehörte später im Jahre 1910 Durands Versuch, weibliche Kandidaten für die Wahlen zu organisieren. Bei der Weltausstellung 1900 organisierte sie den Kongress für die Rechte der Frauen. Sie richtete eine Sommerresidenz für Journalistinnen in Pierrefonds in der Region Picardie ein und richtete ihre Aktivitäten nun auf die Rechte der arbeitenden Frauen, indem sie half, mehrere Gewerkschaften aufzubauen.
Durand, die in ihrer Leidenschaft für die Gleichberechtigung völlig aufging, war auch eine attraktive, stilsichere Frau mit Eleganz, die berühmt dafür war, auf den Straßen von Paris mit ihrer zahmen Löwin namens „Tiger“ spazierenzugehen. Sie war federführend bei der Durchsetzung eines Friedhofs für Haustiere in Asnières-sur-Seine ab 2. Mai 1899, des Cimetière des Chiens, wo ihre Löwin schließlich begraben wurde. Vor allem blieb sie als Feministin in Erinnerung. Sie erlangte in Frankreich und schließlich Europa einen unvorhersehbar hohen Grad an Respekt und Achtung. Über die Jahre sammelte sie eine bedeutende Anzahl von Zeitungen, die sie 1931 der Regierung vermachte. 1932 wurde die Marguerite-Durand-Bibliothek (Bibliothèque Marguerite-Durand) in Paris eröffnet. Diese blieb bis in die heutige Zeit eine der weltweit besten Institutionen für die Forschung zum Feminismus und der Geschichte der Frauen.